# NGC 87
NGC 87 je galaksija u zviježđu Feniks.

## Vanjske poveznice
- SEDS: NGC 0087